# Caín Alto
Caín Alto es un barrio ubicado en el municipio de San Germán en el estado libre asociado de Puerto Rico. En el Censo de 2010 tenía una población de 2830 habitantes y una densidad poblacional de 137,88 personas por km².

## Geografía
Caín Alto se encuentra ubicado en las coordenadas 18°7′4″N 67°0′57″O / 18.11778, -67.01583. Según la Oficina del Censo de los Estados Unidos, Caín Alto tiene una superficie total de 20.53 km², de la cual 20.52 km² corresponden a tierra firme y (0.01%) 0 km² es agua.

## Demografía
Según el censo de 2010, había 2830 personas residiendo en Caín Alto. La densidad de población era de 137,88 hab./km². De los 2830 habitantes, Caín Alto estaba compuesto por el 82.97% blancos, el 7.21% eran afroamericanos, el 0.07% eran asiáticos, el 5.62% eran de otras razas y el 4.13% pertenecían a dos o más razas. Del total de la población el 99.12% eran hispanos o latinos de cualquier raza.